# ノーンカーイ駅
ノーンカーイ駅（ノーンカーイえき、タイ語：สถานีรถไฟหนองคาย）は、タイ王国東北部ノーンカーイ県ムアンノーンカーイ郡にある、タイ国有鉄道東北本線の駅である。バンコクから約600kmある。

## 概要
ノーンカーイ駅はラオスと国境を接しているノーンカーイ県の県庁所在地であり人口約14万人が暮らすムアンノーンカーイ郡に位置しており、ノーンカーイ市街地の中心部からはやや離れている。東北本線開業時のノーンカーイ駅は、現在のノーンカーイ駅より北進したのち、タイ＝ラオス友好橋の手前で東に向きを変え、ノーンカーイ中心部に近い場所に設置されていた。ラオスとの国際線の開業をふまえて新ノーンカーイ駅（当駅）を新設した際、これまでのノーンカーイ駅は当駅に駅名を譲り、タラットノーンカーイ駅（「タラット」は市場の意だが、ノーンカーイ中心部のターサデート市場からは2kmほど離れていた）に改名されたうえで、非公式に1日1往復の普通列車のみが発着していたが、2011年頃に廃止された。（タイ国鉄には、南線スパンブリー支線、同ナムトク支線等にも非公式の営業区間が存在する）

### ターナレーン駅開業後
2009年のターナレーン駅開業後、ノーンカーイ駅には1日に8本（4往復）の国内線と、4本（2往復）の国際線の旅客列車が発着していた。このうち国際線2往復の列車は、メコン川を隔てた対岸のラオス最初の鉄道駅ターナレーン駅までの間を往復していた。この国際列車の運行区間はわずか1駅間、6.15kmという短さであり、ウッドランズ・トレイン・チェックポイント-JBセントラル駅間を結ぶマレー鉄道の国際列車（運行区間2.1km）が設定されるまでは世界で最も運行区間が短い国際列車であった。列車は当駅を発車すると鉄道道路併用橋であるタイ＝ラオス友好橋を渡って橋上で国境を越え、橋を渡り終えた後1分程度で終着のターナレーン駅に到着した。当駅-ターナレーン駅間の運賃は、急行列車の為3等車でも20バーツで、タイ国鉄の他線区で同じ距離を普通列車3等の乗車なら2バーツである。ターナレーンへの切符は駅ではなく列車内で購入する。この国際線列車設立に伴い当駅ホーム上に出入国管理所ができ、列車の発着に合わせて業務を行っている。
一方、国内線列車は、同駅を始終着としてバンコクのフワランポーン駅とを結ぶ列車が、座席急行1往復、寝台急行1往復、全車3等座席車の快速1往復発着するほか、ナコン・ラーシャシーマ発着の普通列車が1往復発着する。このうち、バンコクとを結ぶ列車は、早朝6時発の急行第76列車を除いてはすべて夜行である。

### ヴィエンチャン駅開業後
2024年7月、ヴィエンチャン駅の運用開始に伴い、バンコク（クルンテープ・アピワット中央駅）とヴィエンチャン駅を直通する快速国際列車、ウドーンターニー駅と直通する国際列車が、それぞれ1日1往復運行され、一般利用が開始された。同時に、ターナレーン駅を結ぶ急行列車は廃止された。ノーンカーイ駅のプラットフォーム上にある出入国管理施設が使われ、直通する国際線列車は長時間停車する。

## 歴史
タイ最初の官営鉄道であるフワランポーン駅-アユタヤ駅間が1897年3月26日に開業した。その後当初計画のナコーンラーチャシーマー駅まで完成すると、北本線、南本線の工事が始まりしばらく東北線の動きはなかった。北本線、南本線の完成後、東北線をウボンラーチャターニーまで延長する事になり1930年4月1日に完成した。その後ようやくウドーンターニーへ向け工事が開始され、1941年6月24日にウドーンターニー駅までの完成を見たが、旧ノーンカーイ駅まで到達したのは、更に17年後の1958年7月31日である。
- 1941年6月24日 【開業】コーンケン駅 - ウドーンターニー駅 （119.09km）
- 1955年9月13日 【開業】ウドーンターニー駅 - ノーンカーイ駅（現：ナーター駅） （49.00km）
- 1958年7月31日 【開業】ナーター駅 - (旧)ノーンカーイ駅（タイ語版） （5.74km）

- 2000年5月28日 【移転】（新）ノーンカーイ駅（旧ノーンカーイ駅はタラットノーンカーイ駅（タイ語版）に改称）
- 2009年3月5日 【開業】（新）ノーンカーイ駅 - ターナレーン駅 （6.15km）
- 2011年頃 【廃止】（新）ノーンカーイ駅 - タラットノーンカーイ駅 (2.48km)

## 駅周辺
- ノーンカーイ県庁 (1.5km)
- タイインドシナ大学
- ノーンカーイバスターミナル (4.5km)

### 図書館
駅前に、退役した客車2両を利用した図書館がある。車両は現役時とは異なるクリーム色に塗装されている。